# Historic England
Historic England (полностью Комиссия по историческим зданиям и памятникам Англии англ. Historic Buildings and Monuments Commission for England) — орган исполнительной власти без статуса департамента в составе Правительства Великобритании, спонсируемый Департаментом культуры, СМИ и спорта. Задачей Historic England является сохранение памятников архитектуры Англии, древних памятников по Акту 1882 года, реестровых садов и парков, а также консультирование органов центральной и местной власти.
Актом о наследии 1983 года в апреле 1984-го была создана организация Английское наследие(English Heritage). В связи с реструктуризацией Английского наследия в 2015 году охрана Государственного исторического собрания (англ. National Heritage Collection перешла к негосударственной организации «Фонд Английское наследие», а оставшийся орган власти переименован в Historic England.
Государственной организации также отошёл архив Английского наследия, расположенный в зданиях бывшего Суиндонского паровозостроительного завода GWR, и связанный с архивом проект оцифровки и опубликования в сети 96000 кадров старой аэрофотосъёмки «Британия: вид сверху». Архив также хранит несколько государственных коллекций, в том числе материалы Королевской комиссии по историческим памятникам Англии и «Изображения Англии» (онлайн-архив фотографий памятников архитектуры Англии по состоянию на 2002 год).
Членов Комиссии назначает государственный секретарь Департамента культуры, СМИ и спорта. С сентября 2023 года председателем является лорд Мендоза.

## Полномочия
Historic England унаследовала от English Heritage роль официального государственного советника и консультанта по исторической среде и объектам наследия, в том числе археологическому наследию на суше и под водой, историческим зданиям, местам и областям, охраняемым ландшафтам и историческим элементам прочих ландшафтов. Организация наблюдает за сохранностью наследия, подготавливает отчёты, ежегодно публикует официальный правительственный статистический бюллетень «Наследие под угрозой». Задачей её является всемерное сохранение рукотворного наследия Англии во благо будущих поколений.
Также она:
- хранит архивные собрания государственного значения фотографий, графических материалов и записей, документирующих развитие исторической среды Англии с XVIII века;
- спонсирует грантами государственные и местные организации, занятые сохранением исторических зданий, сооружений и ландшафтов. Например, в 2013/14 годах на исторические здания было выделено более 13 млн фунтов стерлингов[10];
- консультирует правительство Соединённого Королевства при определении объектов наследия государственной важности, которые должны быть включены в списки тем или иным образом охраняемых[11][12];
- создаёт и поддерживает реестры исторических зданий, защищённых сооружений, полей сражений, объектов всемирного наследия и защищённых садов и парков[13], которые вместе являются публичным ресурсом «National Heritage List for England»;
- консультирует местные власти при работе с объектами наследия;
- с помощью консультаций, обучения и руководства повышает стандарты работы с наследием и навыки реставраторов и консерваторов, обеспечивает доступ к лучшему опыту. Например, в 2009—2010 годах обучение прошли около 200 человек из местных органов власти и других организаций[10];
- сотрудничает с другими организациями по охране наследия и планированию, а также консультирует их. Например, в 2010 году была подготовлена Политика планирования в исторической среде (PPS5)[14];
- заказывает и производит археологические исследования[15], ежегодно производит обследование состояния английского наследия.

При этом Historic England напрямую не санкционирует работы на объектах культурного наследия, это сотаётся прерогативой органов местной власти и планирования.
В ведении Historic England находятся те объекты наслединия, которые не являются частной собственностью, но непосредственное управление ими осуществляет по лицензии English Heritage Trust.

## Внешние ссылки
- The Historic England Archive: возможности поиска среди более чем миллиона каталожных карточек фотографий и графических материалов
- «Британия: вид сверху»: коллекция материалов аэрофотосъёмок 1919—1953 годов
- National Heritage List for England